# Ruta Provincial 30 (Buenos Aires)
La Ruta Provincial 30 es una ruta de la provincia de Buenos Aires. Conecta varias localidades de gran tamaño y es transitada por camiones en tiempos de cosecha.

## Historia y estado de la carretera
La ruta inició su construcción a mediados de la década de 1980 y se finalizó en 1987. Antiguamente para ir a los pueblos y ciudades había que tomar los caminos vecinales de tierra, lo que aún tardaba más llegar a dichos sectores. Actualmente la ruta se encuentra en mal estado, debido a que los camiones van muy cargados y crean baches, los cuales cuando llueve se llenan de agua y la ruta queda parcialmente inundada. Cabe destacar que la ruta está sin pavimentar desde Las Flores hasta Roque Pérez.
Otro problema de esta ruta, es que actualmente ocurre muchos accidentes de tránsito en el cruce de la vía del tren, pasando el cruce mismo con la Ruta Nacional 7 y también en las rotondas por mala iluminación.
A finales de 2008 comenzaron las obras para repavimentar el tramo de 72 km entre la intersección con la Ruta Provincial 74 cerca de Tandil y el empalme con la Ruta Provincial 50, cerca de Rauch.

## Recorrido
A continuación se enumeran las localidades por las que esta ruta pasa. Aquellas con menos de 5000 habitantes figuran en itálica.
- Partido de Lobería: Lobería (km 2) y  San Manuel (km 58)
- Partido de Tandil: acceso a Tandil (km 140 y 147)
- Partido de Ayacucho: no hay poblaciones
- Partido de Rauch: Rauch (km 216)
- Partido de Las Flores: Las Flores (km 303-308)
- Partido de Roque Pérez: Roque Pérez (km 393)
- Partido de Veinticinco de Mayo: acceso a Norberto de la Riestra (km 433), Pedernales (km 433)
- Partido de Chivilcoy: Moquehuá (km 454), La Rica (km 471), acceso a Chivilcoy por Ruta Nacional 5 (km 483)
- Partido de Chacabuco: Chacabuco (km 538)
- Partido de Rojas: empalme con la Ruta Nacional 188 (km 583)